# Villalgordo del Júcar
Villalgordo del Júcar ist eine Gemeinde (municipio) mit 1.128 Einwohnern (Stand: 2024) in der südostspanischen Provinz Albacete der Autonomen Region Kastilien-La Mancha.

## Lage
Villalgordo del Júcar liegt etwa 43 km nordnordwestlich von Albacete in einer Höhe von ca. 680 m. Der Río Júcar begrenzt die Gemeinde im Westen. Das Klima im Winter ist kühl, im Sommer dagegen durchaus warm; die geringen Niederschlagsmengen (ca. 370 mm/Jahr) fallen – mit Ausnahme der nahezu regenlosen Sommermonate – verteilt übers ganze Jahr.

## Bevölkerungsentwicklung
| Jahr      | 1970 | 1981 | 1991 | 2001 | 2011 | 2021 |
| Einwohner | 1597 | 1380 | 1257 | 1246 | 1230 | 1072 |

Der kontinuierliche Bevölkerungsrückgang ist im Wesentlichen auf die anhaltende Abwanderung von Menschen aus dem agrarisch geprägten Umfeld zurückzuführen.

## Sehenswürdigkeiten
- Magdalenenkirche (Iglesia de Santa María de la Magdalena)